# Hjärtligt ovälkomna
Hjärtligt ovälkomna (engelska: Unaccustomed As We Are) är en amerikansk komedifilm med Helan och Halvan från 1929 regisserad av Lewis R. Foster. Detta är duons första talfilm.

## Handling
Helan bjuder hem Halvan på middag, och förväntar sig att hans fru ska stå för den underbara måltiden. Hans fru är dock inte lika förtjust i den idén. Hon tycker inte heller om att hennes man tar med sig gäster utan att berätta i förväg.

## Om filmen
När filmen hade Sverigepremiär gick den under titeln Helan och Halvan i Hjärtligt ovälkomna. En alternativ titel till filmen är Hjärtligt ovälkomna.
Filmen är den första talfilm som Helan och Halvan gjorde och finns i två versioner, en originalversion med tal och en stumfilmsversion. Talversionen ansågs länge vara försvunnen fram till 1970-talet då ljudet återhittades.
Filmens handling kom att återanvändas i duons senare långfilm Skrattar bäst som skrattar sist som kom ut 1938.

## Rollista
- Stan Laurel – Stan (Halvan)
- Oliver Hardy – Ollie (Helan)
- Mae Busch – mrs. Hardy
- Edgar Kennedy – mr. Kennedy
- Thelma Todd – mrs. Kennedy[1]